# Nadoces
Nadoces (em persa médio: Nādug; em parta: Nāδug; em grego clássico: Ναδοκ; romaniz.: Nadok) foi um oficial persa do século III, ativo durante o reinado do xá Sapor I (r. 240–270). É conhecido apenas a partir da inscrição Feitos do Divino Sapor segundo a qual era carcereiro (zēndānīg em persa e parta; tou epi tes phylaces em grego). Aparece numa lista de dignitários da corte e está classificado na quadragésima sétima posição dentre os 67 dignitários.